# 平田站 (貴州省)
平田站位于中华人民共和国贵州省六盘水市盘州市断江镇，是水红铁路上的火车站，建于1974年，由中国铁路昆明局集团曲靖车务段管辖。

## 歷史
- 建于1974年。

## 外部連結
- 中国铁路客户服务中心 （页面存档备份，存于）